# Piper subquinquenerve
Piper subquinquenerve är en pepparväxtart som beskrevs av William Trelease. Piper subquinquenerve ingår i släktet Piper och familjen pepparväxter. Inga underarter finns listade i Catalogue of Life.